# Mark Demesmaeker
Mark Demesmaeker, né le 12 septembre 1958 à Hal est un homme politique belge flamand, membre de la N-VA, dont il fut secrétaire général de 2005 à 2007.
Il est agrégé de l'enseignement moyen inférieur et ancien journaliste.

## Fonctions politiques
- Conseiller communal à Hal
- Echevin à Hal depuis 2007
- député au Parlement flamand :
  - du 6 juillet 2004 au 6 février 2013
- député au Parlement européen :
  - du 1er février 2013 au 1er juillet 2019 en remplacement de Frieda Brepoels